# Mort Dixon
Mort Dixon (* 20. März 1892 in New York City; † 23. März 1956 in Bronxville, New York) war ein US-amerikanischer Musiker, Liedermacher und Textdichter.

## Leben und Wirken
Mort Dixon trat zu Beginn seiner Karriere in Vaudeville-Shows auf. Im Ersten Weltkrieg war er in Frankreich und leitete die Army-Show Whiz Bang. In den frühen 1920er Jahren begann er  Songs zu schreiben und arbeitete dabei mit dem Komponisten Ray Henderson zusammen; so entstand eine Reihe von Songs wie „That Old Gang of Mine“. 1924 arbeitete er für die Revue Ziegfeld Follies. Dixons und Hendersons nächster großer Hit war im Jahr 1926 „Bye Bye Blackbird“, das auch zu einem Jazzstandard werden sollte. Er arbeitete bei vielen Songs auch mit Harry Warren, Harry M. Woods und Allie Wrubel zusammen. Auf Grund seines großen Erfolges am Broadway ging Dixon 1934 nach Hollywood.
Mort Dixon wurde in die Songwriters Hall of Fame aufgenommen.

## Seine bekanntesten Songs
That Old Gang of Mine (1921), Bye Bye Blackbird (1926), I’m Looking Over a Four Leaf Clover (1927), Nagasaki (1928), Would You Like to Take a Walk? (1930), I Found a Million Dollar Baby (1931), You’re My Everything (1931), River, Stay ’Way from My Door (1931), Flirtation Walk (1934), Mr. and Mrs. is the Name (1934), The Lady in Red (1935) und Gone with the Wind (1937).